# Episodi di Vacation Playhouse (seconda stagione)
La seconda stagione della serie televisiva Vacation Playhouse è andata in onda negli Stati Uniti dal 15 giugno 1964 al 14 settembre 1964 sulla CBS.
| nº | Titolo originale        | Prima TV USA      |
| -- | ----------------------- | ----------------- |
| 1  | Hey Teacher             | 15 giugno 1964    |
| 2  | Hooray for Hollywood    | 22 giugno 1964    |
| 3  | Papa G.I.               | 29 giugno 1964    |
| 4  | I and Claudie           | 6 luglio 1964     |
| 5  | He's All Yours          | 20 luglio 1964    |
| 6  | Love is a Lion's Roar   | 27 luglio 1964    |
| 7  | At Your Service         | 3 agosto 1964     |
| 8  | The Graduation Dress    | 10 agosto 1964    |
| 9  | The First Hundred Years | 17 agosto 1964    |
| 10 | My Darling Judge        | 31 agosto 1964    |
| 11 | The Bean Show           | 7 settembre 1964  |
| 12 | Ivy League              | 14 settembre 1964 |

## Hey Teacher
- Prima televisiva: 15 giugno 1964
- Diretto da: Bob Sweeney
- Scritto da: Hannibal Coons, Harry Winkler

### Trama
- Guest star: Darryl Hickman (Joe Hannon), Natalie Masters (Mrs. Huxley), Wallace Ford (Lester Tinney), Jimmy Gaines (Scotty), Reta Shaw (Mrs. Foley), Peter Robbins (Richard), Cheerio Meredith (Mrs. Ferguson), Elvia Allman (Miss Whipple)

## Hooray for Hollywood
- Prima televisiva: 22 giugno 1964
- Diretto da: Barry Shear
- Scritto da: Sheldon Keller

### Trama
- Guest star: Marvin Kaplan (Marvin), Ruby Keeler (Ruby), Joan Blondell (Miss Zilke), Joyce Jameson (Vanda Renee), John Litel (Albert P. Leviathan), Herschel Bernardi (Jerome P. Baggley)

## Papa G.I.
- Prima televisiva: 29 giugno 1964

### Trama
- Guest star: Doug Moe (Quang Duc), Cherylene Lee (Kim Chi), Dan Dailey (sergente Mike Parker)

## I and Claudie
- Prima televisiva: 6 luglio 1964
- Diretto da: Gene Nelson
- Scritto da: Michael Fessier

### Trama
- Guest star: Jennifer Billingsley (Jo Anne Smith), Jerry Lanning (Clint Hightower), Ross Martin (Claudie Hughes), Barbara Stuart (Nancy Gifford)

## He's All Yours
- Prima televisiva: 20 luglio 1964
- Diretto da: Don Taylor
- Scritto da: Sy Gomberg, Al Lewis

### Trama
- Guest star: Cindy Carol (Marsha Cooper), Derek Bond (George Andrews), Eve Arden (Claudia Cooper)

## Love is a Lion's Roar
- Prima televisiva: 27 luglio 1964
- Diretto da: Bud Yorkin
- Scritto da: Katherine Eunson, Dale Eunson

### Trama
- Guest star:

## At Your Service
- Prima televisiva: 3 agosto 1964
- Diretto da: Gene Kelly
- Scritto da: Cynthia Lindsay

### Trama
- Guest star: Van Johnson (James Devlin), Marcel Dalio (Michel), Jan Sterling (Gloria Miles), Judi Meredith (Penny Miles)

## The Graduation Dress
- Prima televisiva: 10 agosto 1964
- Diretto da: Richard Irving
- Soggetto di: William Faulkner

### Trama
- Guest star: Hugh O'Brian (Sam Sharp), Suzanne Sydney (Sally Igoe), Buddy Ebsen (Pa Jericho), Tom Nolan (Buddy Jericho), Stella Stevens (Laura Jericho), Ellen Corby (Ma Jericho)

## The First Hundred Years
- Prima televisiva: 17 agosto 1964
- Scritto da: Howard Leeds, Everett Freeman

### Trama
- Guest star: Barry McGuire (Buster Krause), Roger Perry (Ben Duncan), Barbara Bostock (Dina Partin), Joyce Bulifant (Connie Duncan), Nick Adams (Richard Martin)

## My Darling Judge
- Prima televisiva: 31 agosto 1964

### Trama
- Guest star: Melinda Plowman (Charlotte Dunn), Audrey Totter (Betsy Dunn), Fred Clark (giudice Cyrus Dunn), Takato Ikedo (Fumiko), Anne Whitfield (Leila Dunn), Willie Tsang (Willie), Marjorie Bennett (Mrs. Bennett)

## The Bean Show
- Prima televisiva: 7 settembre 1964

### Trama
- Guest star: Orson Bean (se stesso)

## Ivy League
- Prima televisiva: 14 settembre 1964
- Diretto da: Richard Whorf
- Scritto da: Everett Freeman

### Trama
- Guest star: Timothy Hovey (Timmy Parker), Florence MacMichael (Mamie Parker), William Bendix (Bull Mitchell)